# Liasjön
Liasjön är en sjö i Osby kommun i Skåne och ingår i Helge ås huvudavrinningsområde. Sjön är 4 meter djup, har en yta på 0,123 kvadratkilometer och är belägen 115,9 meter över havet. Vid provfiske har abborre och gädda fångats i sjön.

## Delavrinningsområde
Liasjön ingår i det delavrinningsområde (625545-138715) som SMHI kallar för Mynnar i Driveån. Medelhöjden är 128 meter över havet och ytan är 47,37 kvadratkilometer. Det finns inga avrinningsområden uppströms utan avrinningsområdet är högsta punkten. Krusån som avvattnar avrinningsområdet har biflödesordning 3, vilket innebär att vattnet flödar genom totalt 3 vattendrag innan det når havet efter 84 kilometer. Avrinningsområdet består mestadels av skog (75 procent). Avrinningsområdet har 1,02 kvadratkilometer vattenytor vilket ger det en sjöprocent på 2,2 procent. Bebyggelsen i området täcker en yta av 1,43 kvadratkilometer eller 3 procent av avrinningsområdet.